# Rom abruzzesi
I Rom abruzzesi si autodenominano così a partire dalla regione che fino alla prima metà del Novecento ha ospitato i percorsi del loro nomadismo stagionale. Di fatto tale denominazione include anche Rom molisani e del nord della Puglia: essi sono legati fra loro non solo territorialmente ma anche attraverso una fitta rete di legami parentali.
Gli appartenenti al gruppo, filiazione che si ottiene per lignaggi patrilineari, si autodistinguono da altri Rom italiani meridionali come quelli del Cilento, della Basilicata e della Calabria, che pure incontravano non di rado nei loro percorsi nomadici.

## Storia

### Arrivo in Italia
Diversi documenti suffragano l'ipotesi di un arrivo via mare dei Rom dell'Italia meridionale. Fra la fine del XIV e l'inizio del XV secolo, questi popoli romaní sono arrivati in Italia dalle coste dei territori ellenofoni e slavi insieme a gruppi di albanesi, per sfuggire alle conseguenze dell'invasione turca in quegli stessi territori. Lo scritto di P.I. Sebastiani Sulla vera storia di Antonio Solario detto lo zingaro, documenta la storia di un membro di una famiglia di calderai stabilitasi alla fine del XIV secolo in Abruzzo (precisamente a Ripa Teatina nell'attuale provincia di Chieti), in una data che precede l'arrivo degli zingari in Italia del nord via terra, arrivo documentato per la prima volta nel 1422 a Bologna.
Nel corso del XVI secolo una serie di bandi volti ad allontanare I Rom dal Regno di Napoli (che comprendeva il territorio dell'Abruzzo-Molise) testimonia la presenza di popolazioni romaní sul territorio: secondo quanto riportato dallo storico M. Zuccon, tra il 1549 e il 1585 si segnalano una serie di grida (1549,1555,1559,1568,1575,1585), dopo di che non si hanno notizie sui Rom in Abruzzo per secoli.

### Rom abruzzesi nella prima metà del 1900
Quando agli inizi del 1900 i Rom d'Abruzzo faranno riparlare di sé sembrano aver abbandonato completamente il mestiere di calderai (fabbri riparatori di caldaie) per dedicarsi, secondo quanto testimoniato dallo storico Masciotta, solamente al commercio di equini e prevalentemente cavalli di scarto, sapientemente rimessi in salute per l'occasione. Sempre il Masciotta riferisce nello stesso scritto del bilinguismo di questi Rom e dell'abilità delle loro donne ad adescare galline e a nasconderle sotto le ampie vesti impedendone il chiocciare. In effetti le donne avevano fra la gonna e la sottoveste un'ampia tasca (i fald) dove potevano stare anche due galline che, trovandosi improvvisamente al caldo e al buio, se ne stavano in silenzio.
I percorsi nomadici dei Rom abruzzesi seguivano, a partire dall'inizio della primavera, il calendario delle fiere e dei mercati, con riferimento anche ai principali fori boari dell'Abruzzo meridionale, del Molise, e della provincia di Foggia. L'esame dei loro spostamenti rivela inoltre la loro preferenza per itinerari segnati dal corso dei fiumi (Fortore, Sangro, Calore). Sostavano sotto i ponti o lungo le rive dei fiumi, dove potevano attingere acqua per fare da mangiare, abbeverare i cavalli e lavare la biancheria. Con l'avanzare dell'inverno preferivano accamparsi in qualche cascina abbandonata, di loro proprietà o anche presa in affitto. Già da prima della seconda guerra nelle periferie di alcune città si segnala la presenza di stabili insediamenti di rom che praticavano nomadismo stagionale; così è ad es. a Santa Croce di Magliano, a Lanciano o a Foggia.

### Diffusione a partire dal secondo dopoguerra

Gruppo di bambini rom su di un'automobile accampamento a Milano, 1970 circa

A partire dagli anni 50 si registra un aumento del fenomeno di dispersione/sedentarizzazione con insediamenti di rom stanziali presenti in molti centri abruzzesi e pugliesi, mentre a partire dalla fine degli anni 1950 ha poi inizio la diffusione dei Rom abruzzesi verso il centro e il nord d'Italia. Fino alla prima metà degli anni 1970 la presenza dei Rom in questi nuovi insediamenti continua a seguire la modalità del nomadismo stagionale. Questo nuovo nomadismo, pur non seguendo più il calendario fieristico data la forte crisi del settore del commercio equino, rimane fortemente legata ai criteri della territorialità e delle relazioni socioparentali. Per questo fra la fine degli anni 60 e la prima metà degli anni 70 si registrano sia a Pescara che a Milano sanguinosi conflitti fra famiglie appartenenti a parentadi diversi, il cui esito ha definito supremazie ed esclusioni in un determinato territorio.
A partire dalla fine degli anni 70 si accentua nei vari insediamenti Rom il fenomeno della sedentarizzazione nelle località elette a residenza, anche in concomitanza con l'ottemperanza forzata dell'obbligo scolastico.  I loro spostamenti sebbene più frequenti di quelli dei gagè, tendono progressivamente ad uniformarsi con quelli della comunità ospitante, con spostamenti nei mesi estivi presso parenti preferibilmente vicini a località di mare e sole.

### Pescara

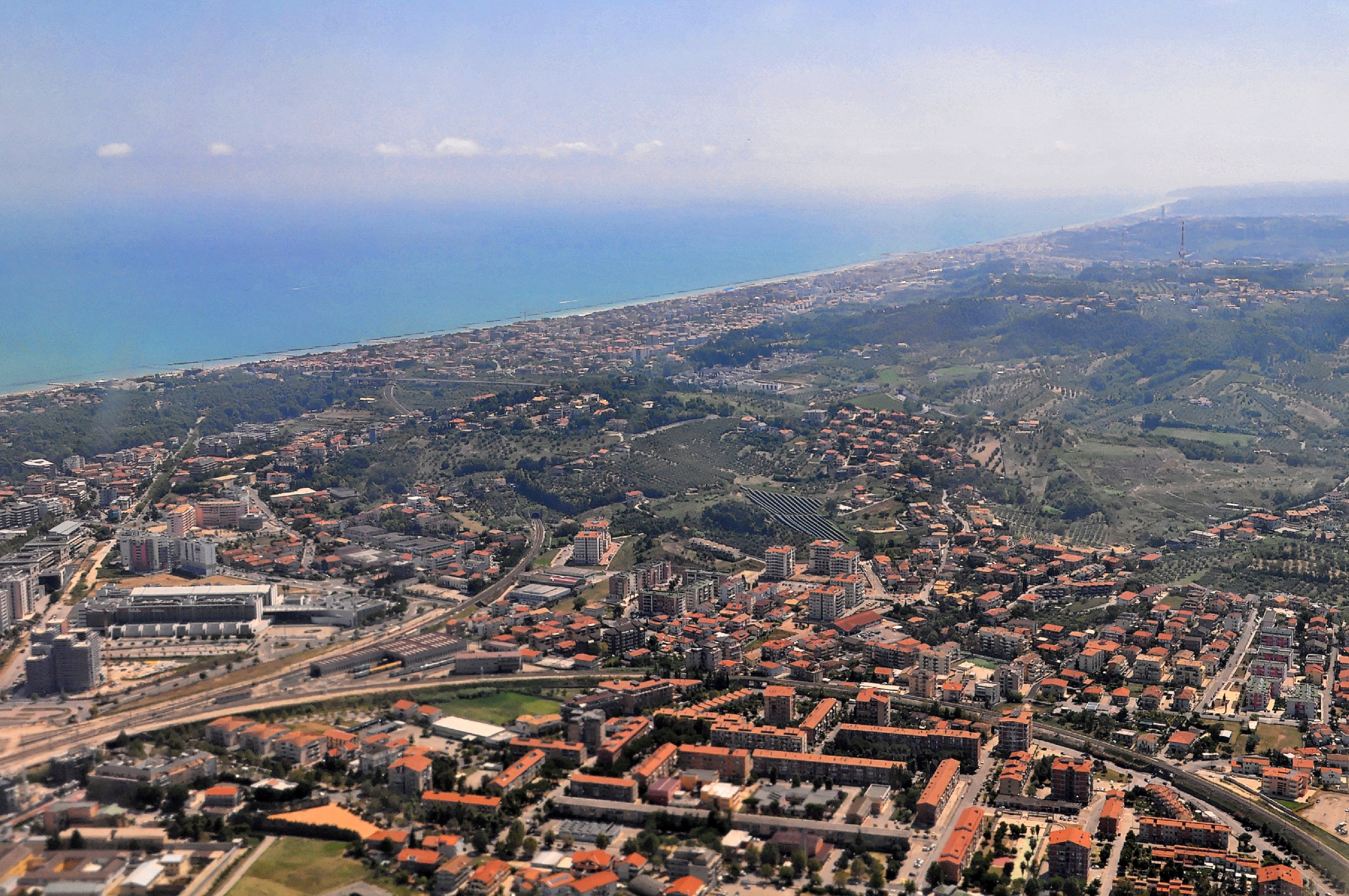
Pescara, il quartiere San Donato

Si presume che i rom si stanziarono a Pescara già in epoca medievale, tuttavia testimonianze più concrete si hanno nel XIX secolo, quando già Gabriele D'Annunzio li cita nelle sue prose. La popolazione rom residente in città ammonta a circa 2 000 unità.
Nonostante i diversi progetti di integrazione, nei quartieri dove risiedono la maggior parte dei rom pescaresi, Rancitelli e San Donato, la presenza criminale, che spesso vede coinvolti membri della comunità rom, è attiva e radicata, ed è stata oggetto di diverse inchieste giornalistiche dei media nazionali.

## Insediamenti Rom abruzzesi in Italia
Secondo rilevazioni compiute nella seconda metà degli anni 1990 oltre ai principali centri abruzzesi si sono sviluppati insediamenti stabili dei Rom abruzzesi anche in Puglia, Molise, Lazio, Marche, Emilia-Romagna, Veneto e Trentino-Alto Adige.

### Nomadismo e sedentarizzazione

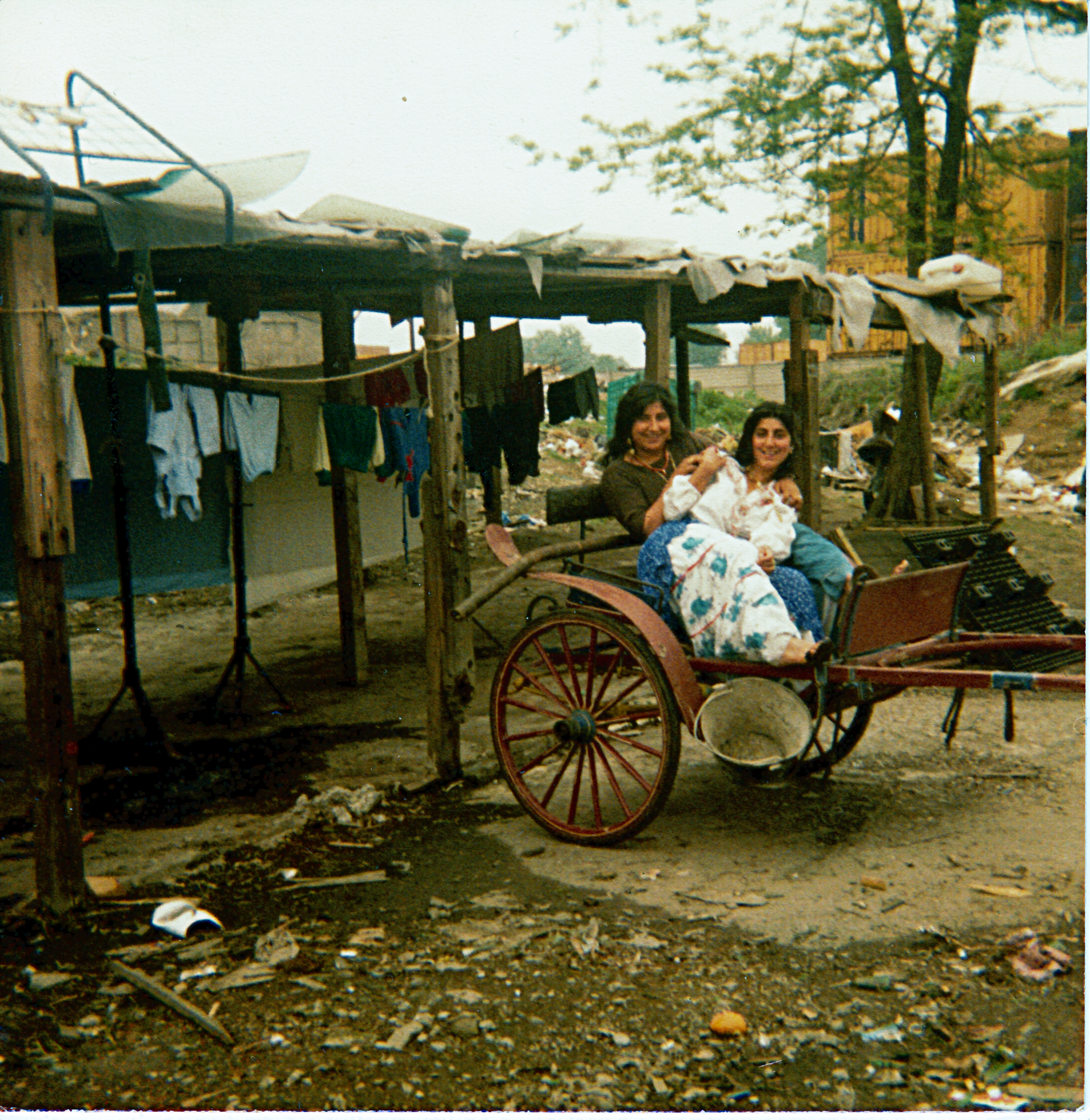
Due giovani donne rom sedute su una vecchia biga in disuso in via Zama a Milano, 1999

Dalle testimonianze orali risulta che i Rom abruzzesi praticassero nomadismo stagionale spostandosi, fino al primo dopoguerra, prevalentemente a piedi e formando lunghe file di donne, uomini, bambini ed animali, in prevalenza cavalli ma anche asini e cani. Cavalli ed asini venivano caricati di indumenti e vettovaglie o cavalcati dalle persone stanche e più bisognose. È dagli anni trenta circa che fra i Rom abruzzesi si diffonde come mezzo di trasporto la big o calesse a due ruote trainato da un solo cavallo. Ne possedevano una o due per famiglia (a seconda del numero dei componenti); una big poteva portare anche sei persone fra adulti e bambini perché ci si sedeva anche sulle stanghe che la tenevano attaccata al cavallo. La big inoltre veniva usata per costruire la tenda per accamparsi la notte: tolto il cavallo le stanghe venivano rivolte verso l'alto e venivano utilizzate come impalcatura sulla quale appoggiare il telo impermeabile della tenda, poi fissato a terra. Con la big potevano percorrere 40/50 km al giorno continuando a praticare nomadismo stagionale seguendo il calendario delle fiere e festività cittadine, fori boari. A nomadizzare insieme erano di norma due o tre fratelli con le proprie famiglie (di fatto costituenti un'unica famiglia allargata); al gruppo si potevano aggregare famiglie di amici o affini incontrate lungo il percorso. I gruppi rispettavano dei criteri di territorialità soprattutto per non sovraffollare fiere o mercati di piccole dimensioni; feste particolarmente significative erano (e lo sono tuttora) tuttavia visitate da numerosissimi gruppi di Rom abruzzesi contemporaneamente. Fra queste ricordiamo la festa in onore di Sant'Antonio da Padova il 13 giugno a Santa Croce di Magliano, santo a cui i Rom abruzzesi sono particolarmente devoti. Mentre nei luoghi del mercato gli uomini si dedicavano al commercio di cavalli, le donne chiedevano soldi in cambio della lettura della mano. Nel corso degli anni 60 la ''big'' viene progressivamente abbandonata per essere sostituita con automobile e roulotte.
A partire dalla seconda metà degli anni 80 si è radicalmente accentuato fra i Rom abruzzesi il fenomeno della sedentarizzazione: per motivi di varia natura (compreso la volontà di rimanere vicino a parenti in carcere) essi hanno iniziato a soggiornare stabilmente nelle località elette a residenza, dove non di rado posseggono una casa di proprietà o un alloggio assegnato loro dal comune. Chi se lo può permettere si sposta per il periodo estivo presso qualche località di mare, in Abruzzo/Molise ma anche nelle Marche o in Emilia. Andato in crisi il commercio di equini nei fori boari, alcuni di loro si sono inseriti nel commercio di cavalli di razza, ma lo fanno utilizzando le nuove tecnologie e quindi spostandosi velocemente e senza la famiglia a seguito, una volta concluso l'affare. Ciò nonostante la comunità Rom continua a mantenere forte la propria identità, mostrando che non è tanto il nomadismo a definire la struttura del gruppo, quanto piuttosto il sistema socio-parentale.

## Lingua
I Rom abruzzesi indicano la propria lingua madre con il termine romanés (lingua romaní). Come per tutti i Rom, anche per Rom abruzzesi, il lessico di base rimanda ai dialetti neoindiani (così è per i termini che indicano i rapporti di parentela, le parti del corpo, l'alimentarsi e il dormire), arricchiti successivamente da prestiti iranici, armeni e greci. Parlano un dialetto zingaro appartenente al gruppo non-vlax privo di influenze rumeno slave e ricco di imprestiti greci (es.drom = strada,kakarfin = chiodo) e abbastanza simile ai dialetti parlati dagli altri Zingari dell'Italia meridionale. L'assenza di termini slavi e rumeni è un'ulteriore conferma dell'arrivo via mare attraverso l'Adriatico dei Rom meridionali italiani. 
L'idioma dei Rom abruzzesi presenta allo stesso tempo caratteri molto arcaici e caratteri di forti trasformazioni dovute all'influenza della plurusecolare contaminazione con l'italiano dialettale. Un esempio lo si può nella perdita della declinazione dei nomi sostituita dall'utilizzo delle preposizioni. L'uso delle preposizioni viene proposto anche davanti ai pronomi personali che conservano gli antichi suffissi (es.: me=io, mang=a me, mendr=in me, mants=con me). 
Utilizzano solamente tre forme verbali: il presente, l'imperfetto e il passato prossimo (es. imé ağav=io vado, imé ağasn= io andavo, imé ağijomm=io sono andato); il futuro è reso dal presente sciolto nel contesto (es.u llenà tavel ağğav ku màr ki li miči maré= l'estate prossima andrò al mare con i miei amici). Come verbi ausiliari usano il verbo essere siñom e il verbo avere asimm reso quest'ultimo dalla combinazione della radice del verbo essere (si) più una a proclitica.
Benché padroneggino bene l'utilizzo della lingua italiana, questa rimane per loro una seconda lingua che imparano a partire da quando cominciano a frequentare la scuola pubblica. Tuttavia le nuove generazioni scolarizzate tendono a far sempre più largo uso della lingua italiana anche in famiglia e le sostituzioni lessicali sono sempre più frequenti; può capitare per questo che i ragazzini rom, messi a confronti con vecchi testi della propria tradizione orale ne rimangano profondamente colpiti e non riescano più a comprenderlo del tutto. Così è stato per gli autori del testo Rom abruzzesi (Cerelli, Di Rocco op. cit. 1993) rispetto al canto che qui riportiamo:
| Peràs ta peràs nané kuà ğas Arrakàs ni pilalì pardì de pus A čaiurì ğa ki kuià pelalì Ğa ki kuià pelalì ta manammeng ni čavrurì A čaiurì ğané so penavattuk imé Ğa ki kuia gağò mu detàppang ngiz marò A me rumnì u drab si but barò Keras vale vale sinno li gağé aven palale A čaiurì ğané so penavattuk imé Li čavuré ma xan ta kuranğ sassardú | Camminiamo camminiamo senza saper dove andare Troviamo una cascina piena di paglia Oh ragazzina vai fino a quella cascina, Vai fino a quella cascina a chiedere una gallina Oh ragazzina, sai che cosa ti dico Vai da quel gagò e fatti dare un pezzo di pane Oh moglie mia, l'affare è troppo grosso Fai più veloce che puoi altrimenti i gağé ci vengono dietro Oh ragazzina, sai cosa ti dico I bambini hanno fame e va a finire che io e te litighiamo | segni fonetici: č = c di cena K = c di casa ğ = g di gelo g = g di gola š = sc di scena x = h aspirata forte come ach tedesco j = i semiconsonantica |
| --- | --- | --- |

## Struttura sociale ed attività economiche

### Famiglia allargata, clan e scelta del partner
La società dei Rom abruzzesi si organizza in modo fondamentale attraverso i rapporti di parentela definiti attraverso lignaggi patrilineari e alleanze matrimoniali. La famiglia nucleare costituita da padre, madre e prole, pur avendo un suo riconoscimento, non è mai autonoma ma fortemente legata alla famiglia estesa costituita da un capofamiglia, i suoi figli e figlie e le famiglie dei suoi figli maschi (eventualmente anche i figli dei nipoti maschi). I cugini paralleli patrilineari in passato crescevano insieme come fratelli e vengono tuttora indicati come pral-cugin. Rispetto a questa unità sociale di base è prescritta l'esogamia.
La famiglia estesa si inserisce all'interno di un'unità sociale più ampia anch'essa idealmente patrilineare; essa viene chiamata rač ed è formata da un vasto numero di individui che si riconoscono generalmente attraverso un cognome comune. L'etnia è costituita da un numero totale di 15 rač circa. I membri di una stessa rač anche se non riescono a ricostruirne i legami genealogici, ritengono di avere un lontano antenato comune. Di fatto i legami di solidarietà interni al clan sono molto superficiali anche se sembrano influenzare la scelta del partner in senso endogamico e sono frequenti matrimoni fra cugini paralleli di secondo grado. Tuttavia non sono rari casi di ostilità interna o alleanze fra famiglie di rač diverse, rinforzate da legami matrimoniali generazione dopo generazione (matrimoni fra cugini incrociati o fra cugini paralleli patrilineari).
La forma di matrimonio più diffusa fra i Rom abruzzesi è il našlippeng, letteralmente si scappa. La fuga avviene con l'intermediazione della famiglia dello sposo e ad essa segue un periodo di evitazione rituale fra le due famiglie. Esiste poi una forma più prestigiosa di matrimonio probabilmente presa in prestito dalla comunità ospitante: il xulsevabè; in questo caso un certo numero di parenti dell'aspirante sposo si reca davanti alla dimora della ragazza prescelta e a suon di musica le chiede il fidanzamento. La ragazza, prima di accettare deve sentire il parere del padre, che insieme alla famiglia di lui fisserà la data per le nozze che in questo caso si svolgeranno attraverso il rito religioso cattolico,  seguito da un grande banchetto con musica e centinaia di invitati.
All'interno della comunità dei Rom abruzzesi non esiste altra gerarchia sociale se non quella legata al sesso e all'età: la donna sottostà al marito e alla famiglia di lui così come i più giovani devono rispetti ai più anziani (padre e nonno) e ogni capofamiglia e capo per la sua famiglia e basta; i vari gruppi parentali e le rac non riconoscono nessun leader e nessun potere sovrano e il rispetto di regole e norme rimanda ad un diritto consuetudinario.

### Culto degli antenati
I Rom abruzzesi sono cattolici e sanciscono attraverso il sacramento del battesimo la propria appartenenza alla comunità cattolica ma a caratterizzare il loro modo di essere cattolici è l'importanza riservata ai rituali mortuari e al culto dei morti (mulé). Onorare e rispettare i propri morti rappresenta un riconoscimento d'appartenenza che si intreccia fortemente con la costruzione e la conservazione del tessuto socio-parentale. 
Il rito funebre si celebra in chiesa; poi lungo tutto il tragitto fino al cimitero,  vengono gettati fiori davanti al carro funebre e si affitta una banda musicale che accompagna il corteo. Il corteo è sempre molto affollato dal momento che raduna tutti i parenti del defunto provenienti anche da molto lontano. Rigide sono inoltre per i congiunti le prescrizioni relative al lutto che vanno dal divieto di mangiare carne e derivati dalla carne, al divieto di cucinare, di tagliarsi barba e capelli, di sentire musica, di ballare e bere alcolici.
Così come il funerale è il più importante dei rituali religioso rom, il giorno dei morti (il due novembre) è la loro festività religiosa più importante: in quest'occasione l'intera famiglia si sposta e se necessario, affronta un lungo viaggio per recarsi presso il cimitero dove sono sepolti i parenti più prossimi.
In una società dove non è riconosciuto un potere sovrano comune, il culto degli antenati, il rispetto per i mulè, ricopre il ruolo di custode della normatività sociale e della legge non scritta che regola i rapporti fra gli individui.
Questo è reso esplicito nel corso delle kris, forme giurisdizionali di base di cui i Rom si servono per dirimere liti non gravi. L'arbitro della controversa designato per l'occasione del i kris (decide chi ha ragione) solo dopo aver sentito i due contendenti e i loro testimoni sotto giuramento; il giuramento viene pronunciato sull'anima e sul bene dei propri morti. In questo modo i mulè , con la sacralità di cui sono investiti, permettano che venga mantenuto l'ordine sociale e il delicato equilibrio fra i gruppi parentali e svolgono un ruolo prescrittivo equivalente a quello della legge scritta.

### Mangele condizione della donna
Altro importante criterio utilizzato per definire la propria organizzazione sociale, è quello della differenza fra i sessi. Tale differenza dà luogo ad una stratificazione sociale a dominazione maschile, l'unica esistente oltre a quella definita dal criterio d'età. Gli elementi che evidenziano questa organizzazione sono svariati, a partire dalla definizione patrilineare dei gruppi parentali. Ma anche contratti matrimoniali vengono definiti fra uomini. In particolar modo nel caso del matrimonio nella sua forma più solenne (xulsevabé) preceduta da un periodo di fidanzamento, è il padre della sposa a portare avanti la trattativa: l'aspirante fidanzato chiede al padre di lei la mano della figlia e non sempre il parere di lei è decisivo. Inoltre sia nel caso del matrimonio che in quello della fuga, vale la regola della virilocalità: ciò significa che le nuove coppie vanno a vivere o presso o accanto alla famiglia di lui e non di rado la sposa novella ricopre all'interno del nuovo nucleo famigliare un ruolo servile. Fino a tempi piuttosto recenti la loro sottomissione al marito e alla famiglia di lui era evidente: la nuova moglie doveva cucinare per tutta la famiglia allargata, doveva pulire e lavare, servire gli uomini a tavola, badare i figli, e andare a mangel per comprare il cibo.

Donne Rom abruzzesi che cucinano accampate in via Zama a Milano, 1970

Questa stratificazione sociale è sostenuta su un piano simbolico-religioso dalle credenze sullo stato di impurità in cui la donna si verrebbe a trovare in quanto contaminata dal sangue mestruale. Le credenze relative all'impurità del sangue mestruale e al suo potere contaminatore, danno luogo ad una serie di prescrizioni rituali: è previsto che la donna durante il periodo mestruale e in particolare dopo il parto stia il più possibile separata dagli uomini, non faccia da mangiare per terzi, eviti di lavare piatti, di toccare il marito e tanto più gli altri uomini adulti. Durante questi periodi deve consumare i propri pasti con piatti e posate personali che poi vengono gettati, bruciati o sepolti e la stessa fine fanno (o meglio facevano) i panni sporcati dal suo sangue. Inoltre gli indumenti relativi alla parte inferiore del corpo e tutti i panni che con essa entrano in contatto in passato dovevano essere lavati separatamente. Lo stato di impurità contaminante del femminile si esprime nel modo più pericoloso con il parto. Quando le rumnià partorivano in casa e non all'ospedale come avviene oggi, era fatto agli uomini tassativo divieto di assistere ad esso. Uomini, bambini ed animali dovevano essere allontanati dalla cascina appositamente presa in affitto o dalla tenda in cui l'evento aveva luogo.
Questa netta stratificazione sociale di genere fa sì che vi siano diversi spazi separati per le donne. Le donne rom si organizzano fra loro nell'attività del mangel (questua) e del durekerel (lettura della mano, e previsione del futuro, svolta solo nell'ambito della questua e per i non-zingari). Ancor oggi le donne di una stessa comunità familiare con alcuni bambini si avviano al mattino presso luoghi molto frequentati come possono essere ospedali o luoghi di culto, e chiedono l'elemosina ai passanti offrendogli in cambio la lettura della mano o più semplicemente auguri di fortuna e buona salute. In questo modo riescono spesso a recuperare il denaro necessario per acquistare il cibo per il pasto giornaliero. 
Altra attività demandata completamente alle donne è la preparazione del cibo. Le donne cucinano per i propri figli, padri, e mariti, li imboccano e li servono a tavola, ma poi consumano i propri pasti separatamente, in piedi, spesso in un angolo appartato o attorno al camino, a parte il caso di occasioni rituali tipo matrimoni, battesimi o festività. È un momento in cui le donne si ritrovano fra loro ma con meno autonomia del mangel in quanto sotto l'occhio della comunità maschile. 
Infine la società separata delle donne zingare è sempre accompagnata da un cospicuo numero di bambini. Le donne si occupano di loro senza alcun contributo pratico maschile. Esse in sostanza si prendono tutto l'onere relativo alla cura dei piccoli i quali però, una volta cresciuti, passano sotto l'autorità dei padri.
Siñem avera ta vera rumničela,
ğa mangás per ni kili di maró,
ğa mangás per li čavuré,
siñem avera ta vera romurè.
Siamo veri rom,
andiamo a chiedere l'elemosina per un pezzo di pane,
andiamo a chiedere l'elemosina per i bambini, 
siamo veri rom.

### Attività economiche maschili tradizionali: allevamento e commercio di cavalli

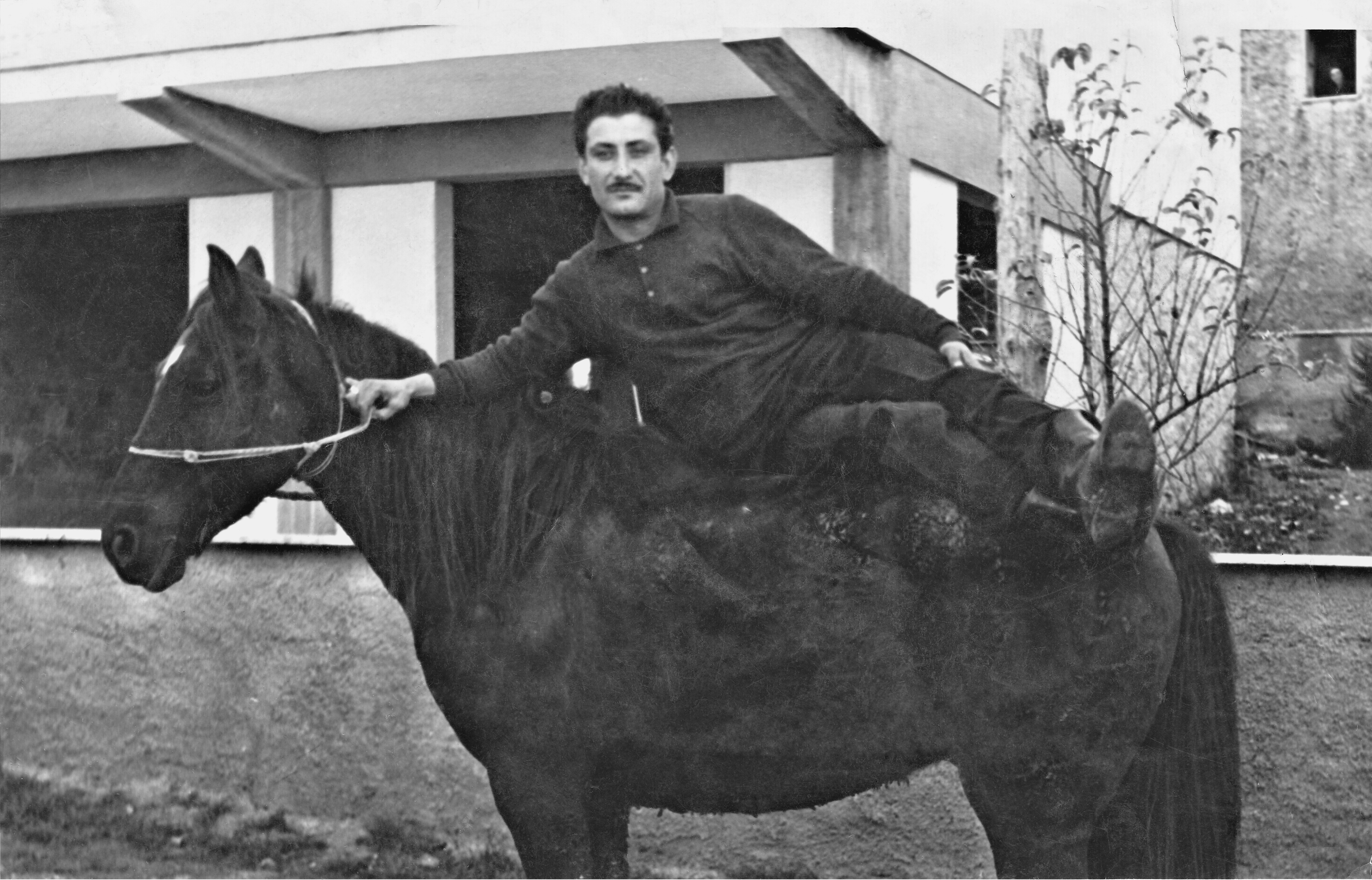
Rom abruzzese con il suo cavallo, 1970

Secondo quanto testimoniato dallo storico Masciotta, solamente al commercio di equini e prevalentemente cavalli di scarto: Gli zingari rifuggono dal lavoro dei campi... sono dediti solamente al commercio degli equini e prevalentemente degli equini di scarto. In questo commercio concentrano tutta la loro viva intelligenza, l'astuzia più sottile, la furbizia più matricolata... gli asini più spedati, i ronzini più bolsi, i muli fiaccati rifioriscono a vista in salute in seguito alle cure sapienti ed affettuose che gli zingari sanno prodigare...
L'attività economica tradizionale dei Rom abruzzesi è quindi il commercio di cavalli; essi li sapevano allevare, curare, ferrare e domare.
Conoscevano date e luoghi dei principali mercati boari dell'Italia meridionale e delle fiere dove andavano a vendere il bestiame e ad alcuni di questi appuntamenti non mancavano mai, come a quella di Torre Maggiore (FG) la prima domenica di giugno, il 13 giugno a Santa Croce di Magliano e a Lucera (FG) il 29 agosto.
Oggi questa attività è pressoché scomparsa; fino a pochi anni fa, quando lo spazio degli accampamenti lo permetteva, alcune famiglie rom allevavano qualche cavallo, ma più per tributo alla tradizione. Andato in crisi il commercio di equini nei fori boari, alcuni di loro si sono inseriti nel commercio di cavalli di razza, ma spostandosi velocemente una volta concluso l'affare, senza necessariamente far riferimento agli appuntamenti dei mercati.
Inoltre secondo testimonianze e denunce, in alcune città i Rom abruzzesi sembra che prestino denaro esigendo per la restituzione interessi altissimi. Così ad esempio a Pescara alcuni cittadini rivolgono a loro l'appellativo di usurai o di strozzini.

## Usi e costumi

### Musica
I Rom abruzzesi suonano la fisarmonica anche senza conoscere la teoria musicale, si formano da autodidatta o con poche indicazioni trasmesse da padre in figlio. Lo strumento veniva suonato per rallegrare le serate intorno al fuoco e non rappresentava, nella maggior parte dei casi, una professione remunerativa. Le melodie e i canti eseguiti sono stati, nella maggior parte dei casi, ripresi dal patrimonio locale, con particolare predilezione per la canzone napoletana (es. Nino D'Angelo). 

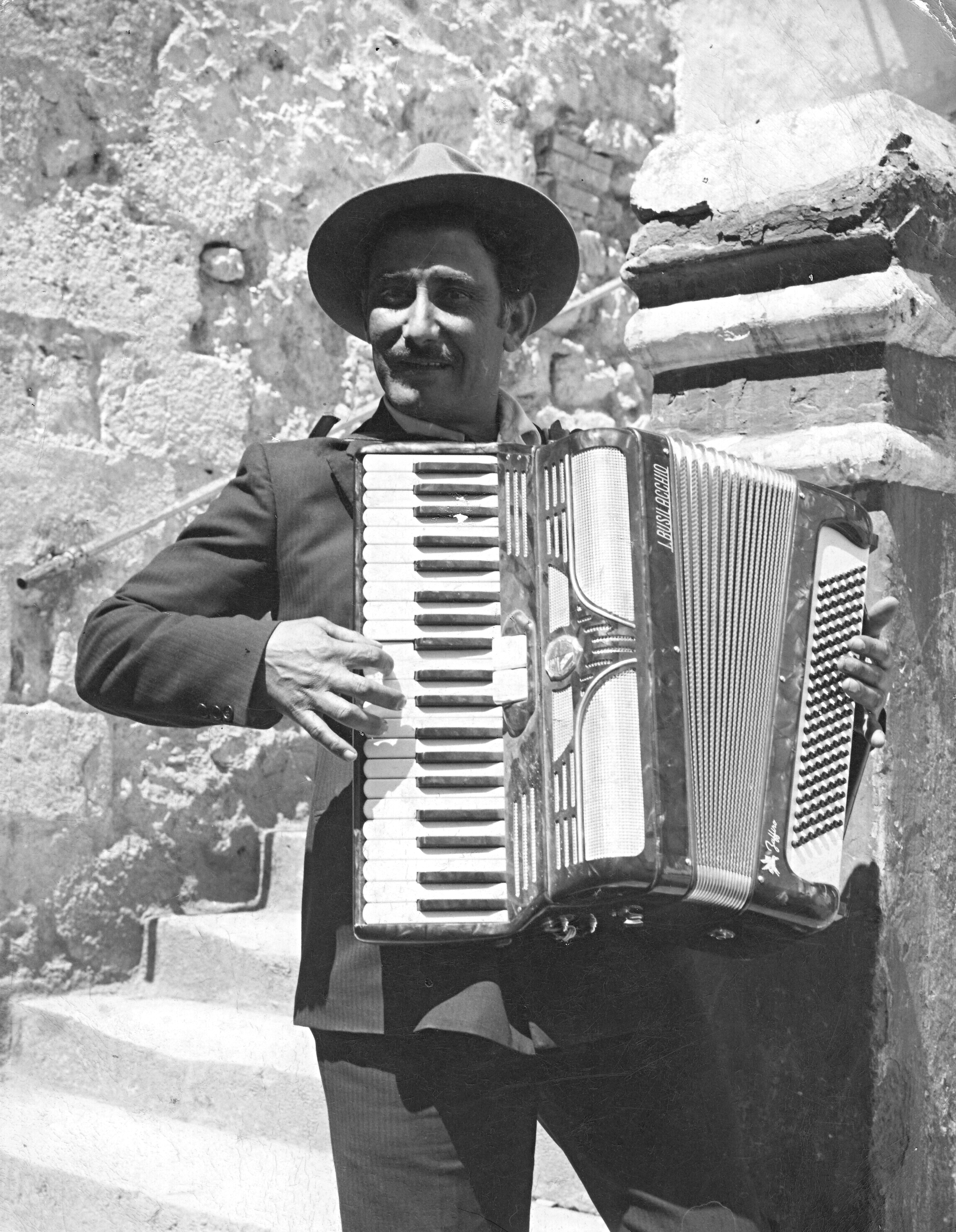
Rom abruzzese suona fisarmonica, 1970

Anche per i Rom abruzzesi si può dire, così come per altre etnie Rom d'Europa, che non posseggono una tradizione musicale propria ed originale, quanto piuttosto una diffusa capacità a riprodurre ed interpretare elementi musicali diversi, acquisiti dal patrimonio culturale dei paesi che li hanno ospitati. Oggi la tradizione è portata avanti da musicisti come Santino Spinelli (Alexian).

### Paramišá: fiabe e racconti
Fino ad una cinquantina di anni fa, nella cultura zingara il racconto delle fiabe era un passatempo, un momento di intrattenimento e recitazione più per gli adulti che per i bambini. Le fiabe che i Rom si raccontavano la sera intorno al fuoco sono prese in prestito dalla comunità locale ospitante ma sono state zingarizzate, sia sul piano linguistico che dei contenuti.
Questa trasformazione, questa zingarizzazione, si realizza in primo luogo sul piano linguistico dal momento che vengono raccontate in romanes e, come è facile immaginare la nuova lingua costringe il racconto originario a trasformazioni varie che si sommano a quelle legate alla trasmissione orale del testo.
La cultura zingara agisce inoltre sul materiale fiabesco anche attraverso la scelta dei racconti da acquisire. Si tratta chiaramente di scelte non consapevoli ma dietro la quale non è difficile ravvisare un criterio selettivo coerente e funzionale.  Nelle le fiabe che raccontano (ad es.Cavalla rossa e cavalla verde, Il drago dalle sette teste e Violetta o La contadinella furba) si ritrovano sempre i temi che si armonizzano bene con l'importanza che nella cultura rom ricoprono il cavallo, la magia e i poteri magici, la furbizia e il coraggio, e in generale gli strumenti per tentare la fortuna e passare da una condizione di povertà iniziale ad una di ricchezza e di fama. Biancaneve o Cenerentola, popolarissime presso i non zingari,  con le loro storie d'amore tristi e contrastate, non coinvolgono il cuore dei Rom; molto meglio una storia come quella di Violetta, povera contadina che grazie alla sua astuzia, intelligenza e coraggio riesce ad andar sposa ad un re.
Il raccontare fiabe, come indicato anche dalla testimonianza riportata all'inizio, rappresenta un importante momento di incontro e coesione sociale. Ascoltando la storia intorno al fuoco la famiglia allargata si raccoglie, si confronta, trasmette messaggi collettivi e costruire una morale comune. 
le persone che godevano della fama di abili narratori. Questi erano quasi sempre uomini e solo raramente qualche donna vantava la dote del fabulare. Ciò è facilmente spiegabile all'interno di un contesto sociale spiccatamente patriarcale, dove alle donne, soprattutto a quelle giovani, non è consentito mettersi particolarmente in mostra, soprattutto in contesti pubblici. 
All'interno della comunità erano richieste e apprezzate le persone brave a narrare. Per coinvolgere il pubblico occorrevano particolari doti: bisognava accompagnare alle intonazione della voce una mimica adeguata e sempre viva, bisognava saper stupire con piccoli cambiamenti e particolari innovativi, occorreva emozionarsi e saper trasmettere le proprie emozioni.  Così quello delle paramišá (favole) era un momento di autentica creatività, e nella comunità c'erano persone conosciute e divenute popolari proprio per la loro abilità nell'arte del fabulare. Tutte le fiabe narrate venivano chiuse con una formula: Ammand adignemm ni laštì ta čav akà, che significa: a me hanno dato un calcio ed eccomi qua
Filastrocca rom:
ağijem ta čuras, Murdivel ta čel andré mengr Jilé, ta ğas čuresammengr ngì marò che vuol dire: andiamo a rubare, Dio sta nei nostri cuori e va a rubare con noi un po' di pane.

### Cucina
I Rom abruzzesi fanno larghissimo uso nella loro cucina di peperoncino piccante e salsa di pomodoro; gli elementi dominanti sono la pasta e la carne di pollo e di maiale, verdure. In passato i Rom abruzzesi mangiavano sia i ricci che i gatti che venivano preferibilmente cucinati arrosto. In passato il cibo veniva fatto cuocere a lungo in pentoloni posti sul fuoco o in forni improvvisati ponendo un tegame direttamente sulla brace con un coperchio su cui veniva posta altra brace.
Presso i Rom abruzzesi sono considerate autentiche golosità il limone con il sale (u lemon ku lon) e le susine acerbe con il sale (li lečn ku lon): le donne incinte non possono farne a meno. Cucinare è una prerogativa esclusiva delle donne. Alcune ricette:
- Šak ta kumareng o čacell (patate, pasta e verdura): Piatto molto semplice che si fa mettendo a bollire con abbondante acqua patate e verdure per poi aggiungervi la pasta  (kumareng) comperata, o fatta in casa come i ciacell, spaghetti lunghissimi che vengono fatti a mano o anche i cavatiell, i riketiell o i takkončell. Questo piatto ha anche una variante che consiste nel condire con del ragù (ma senza parmigiano), le verdure, le patate e la pasta dopo averle scolate.
- Tannetell de kukučč (foglie di zucchine): Le foglie di zucchine rappresentano la verdura preferita dai Rom abruzzesi; si può far cuocere nel brodo di gallina insieme alle patate, oppure for bollire insieme alle patate e ad una pasta piccola quindi, dopo averle ben scolate, condire il tutto con del ragù.
- I zummì (la zuppa): Si prende una gallina e la si mette a bollire con le interiora ben ripulite in un pentolone d'acqua. Quando l'acqua ha raggiunto il bollore e dopo averla schiumata, si aggiungono un po' di buccia di limone e del peperoncino e più tardi un po' di pomodoro, prezzemolo e aglio; si lascia cuocere il tutto per un po'. Poi si toglie la carne e si aggiungono spaghetti e verdure e, una volta pronta, la minestra è servita sul piatto e si aggiungono parmigiano e peperoncino piccante a pezzi. Si mangia il tutto accompagnandolo con un bicchiere di vino e gassosa.
- I bukulì (la pizza): Si mette sulla brace una piastra di coccio e quando è ben calda vi si fa cuocere sopra una pizza fatta di farina, acqua e lievito che si può riempire in vari modi : o mettendovi in mezzo delle verdure prima di cuocerla o riempiendola con prosciutto e formaggio.
- I cavrì  (la gallina): Si pulisce la gallina e la si mette a pezzi in un tegame con dell'olio; quando inizia a rosolare si mettono due spicchi d'aglio , prezzemolo, un po' di sedano e qualche pomodorino schiacciato;  si lascia cuocere il tutto per molto tempo e verso la fine della cottura si aggiungono verdura (es. le foglie di zucchine) e delle patate.
- Le purià de balè (budelli di maiale): Piatto economico che si cucina sia d'inverno che d'estate. Si lavano bene le interiora di maiale in modo da togliergli la prima pelle, quindi si fanno lessare per una mezzoretta e poi si lavano ancora in acqua fredda in modo da pulirli proprio bene. Si possono cucinare in vari modi: si possono continuare a cuocere con un aglio, qualche pomodorino e un po' di verze e buttarci infine qualsiasi tipo di pasta in modo che diventi una specie di minestrone; oppure dopo averli fatti a pezzettini si fanno soffriggere con un po' di aglio e peperoncino, ci si aggiunge quindi il passato di pomodoro e si lasciano cuocere per un'oretta; oppure dopo averli puliti e bolliti si possono fare arrosto sulla graticola dopo averli conditi con il peperoncino, l'aglio ed il rosmarino tritati[28].